# Хаймэнь
Хаймэ́нь (кит. упр. 海门, пиньинь Hǎimén) — район городского подчинения городского округа Наньтун провинции Цзянсу (КНР). Название района означает «Морские ворота» и символизирует впадение Янцзы в Восточно-Китайское море.

## История
Изначально здесь находились песчаные отмели в устье Янцзы, которые постепенно соединились друг с другом и примкнули к материку. Здесь стали селиться люди (изначально — те, кто занимался выпариванием соли), и во времена империи Поздняя Чжоу в 958 году здесь был образован Цзинхайский военный округ (静海军), вскоре преобразованный в область Тунчжоу (通州). В состав области Тунчжоу вошли два уезда, одним из которых стал уезд Хаймэнь (海门县). Однако впоследствии русло Янцзы сместилось на север, береговая линия начала разрушаться, и во времена империи Мин уезд Хаймэнь был расформирован, а здесь была образована волость Цзинхай (静海乡).
Во времена империи Цин Янцзы опять ушла на юг, и северный берег стал укрепляться. В 1768 году здесь был создан Хаймэньский непосредственно управляемый комиссариат (海门直隶厅), подчинённый напрямую властям области Тунчжоу. После Синьхайской революции в Китае была проведена реформа административного деления, во время которой были упразднены области и комиссариаты. В 1912 году Хаймэньский непосредственно управляемый комиссариат был преобразован в уезд Хаймэнь.
В 1949 году был создан Специальный район Наньтун (南通专区), и уезд вошёл в его состав. В 1970 году Специальный район Наньтун был переименован в Округ Наньтун (南通地区).
В 1983 году были расформированы город Наньтун и округ Наньтун, и был образован городской округ Наньтун.
В 1994 году уезд Хаймэнь был преобразован в городской уезд.
Постановлением Госсовета КНР от 5 июня 2020 года городской уезд Хаймэнь был преобразован в район городского подчинения.

## Административное деление
Район делится на 3 уличных комитета, 8 посёлков и 1 волость.

## Транспорт
В районе начинается 9,3-километровый автомобильный тоннель под рекой Янцзы, который соединяет Хаймэнь с районом Тайцан.